# Mühlbachl
Mühlbachl is een plaats en voormalige gemeente in het district Innsbruck Land van de Oostenrijkse deelstaat Tirol.

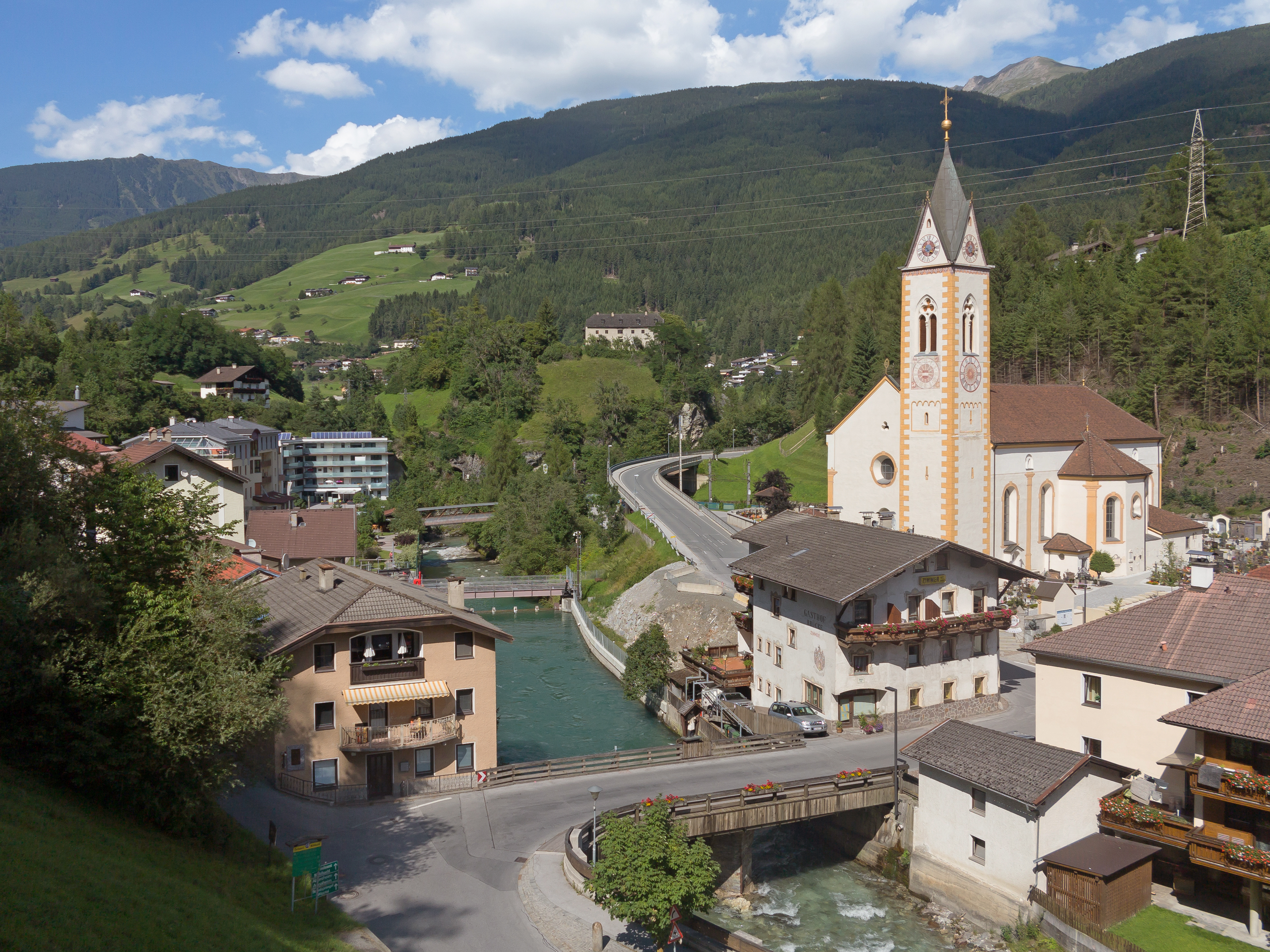
Mühlbachl, dorpszicht

Mühlbachl ligt in het noordelijke Wipptal, op de westelijke oever van de Sill. Het gemeentegebied reikt vanaf de zuidgevel van de Schönberg, voorbij het Matreiwald tot aan de gemeentegrens met Steinach am Brenner, tot bij de monding van het Navistal in het Wipptal. Mühlbachl is op vele manieren met Matrei am Brenner verbonden.
De gemeente bestaat uit de dorpsdelen Matreiwald, Zieglstadl, Altstadt, Mühlbachl, Mützens, Obfeldes, Statz en, op 1641 meter hoogte, het bedevaartsoord Maria Waldrast. Er is echter niet een uitgesproken dorpscentrum. Door de gemeente voeren de Brennerspoorlijn, de Brenner Autobahn en de Brennerstraße, de Oostenrijkse rijksweg B182. Het hoogste punt van de gemeente is de 2718 meter hoge Serles, die Johann Wolfgang Goethe als het Hoogaltaar van Tirol omschreef.

## Geschiedenis
Het gebied rondom Mühlbachl, Matrei en Pfons was reeds 3000 jaar geleden bewoond. In Mühlbachl komen twee belangrijke handelswegen bijeen, namelijk de Brennerstraat naar Innsbruck en de zoutstraat naar Hall. In deze omgeving zijn Illyrische grafvelden ontdekt. Waarschijnlijk stond hier de Romeinse wegpost Matreium.
De kerk St. Peter und Paul werd in 1236 al vermeld. Een samenvoeging van de gemeente met de gemeenten Matrei en Pfons werd in 1974 in een referendum door de bevolking afgewezen. Op 1 januari 2022 ging Mühlbachl alsnog samen met deze beide gemeenten.